# Piloni (Toscane)
Piloni est une frazione située sur la commune de Roccastrada, province de Grosseto, en Toscane, Italie. Au moment du recensement de 2011 sa population était de 132 habitants.

## Géographie
Torniella est un petit village médiéval situé dans les collines boisées au nord de Roccastrada, à la frontière avec la province de Sienne, entre les réserves naturelles de Pietra et de Farma. Les collines de Piloni sont connues pour les carrières de rhyolite et pour les gisements de kaolin.

## Monuments
- Église Santa Maria delle Grazie (1819)[1]
- Réserve naturelle de La Pietra
- Réserve naturelle de la Farma